# ルイス・ミチェル
ルイス・ミチェル（Luis Ernesto Michel Vergara、1979年7月21日 - ）は、メキシコの元サッカー選手。元メキシコ代表。ポジションはゴールキーパー。

## 経歴
2010年にメキシコ代表デビュー。2010 FIFAワールドカップ、2011 CONCACAFゴールドカップのメンバーにも選出された。コパ・アメリカ2011ではグループリーグの全3試合に出場した。メキシコ代表で通算7試合に出場した。

## 代表歴

### 出場大会
- メキシコ代表
  - 2010 FIFAワールドカップ

### 試合数
- 国際Aマッチ 7試合 0得点（2010年-2011年）[1]

| メキシコ代表 | 国際Aマッチ | 国際Aマッチ |
| 年           | 出場        | 得点        |
| ------------ | ----------- | ----------- |
| 2010         | 4           | 0           |
| 2011         | 3           | 0           |
| 通算         | 7           | 0           |